# 莊園 (日本)

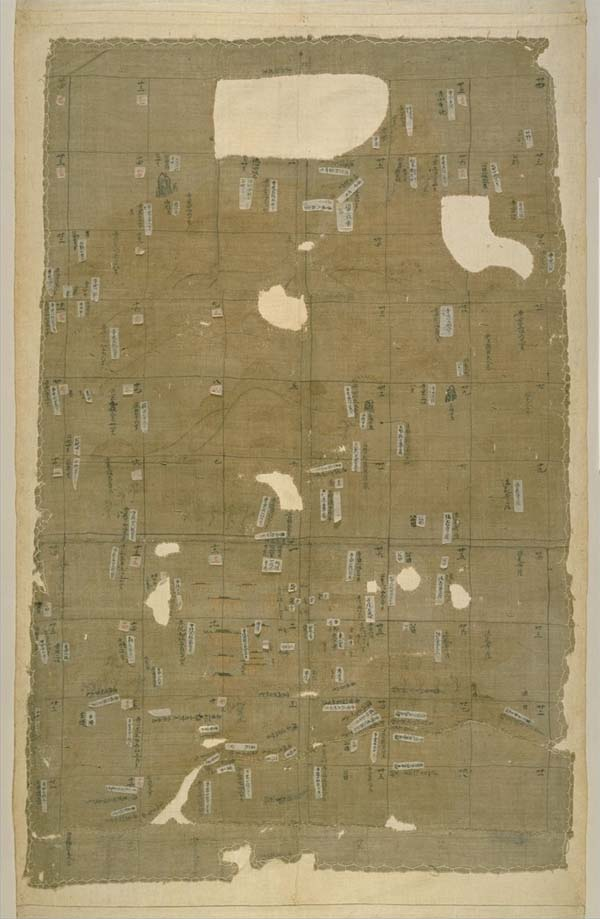
8世纪的奈良时代庄园地图，藏于东京国立歴史民俗博物館

庄园（日语：／ Shōen ?）在古代日本是指由貴族、大寺院、神社所占有，具有經濟效益的領地。莊園制度的出現，在政治上削弱了天皇和朝廷的中央集權。在經濟上促進了古代日本各地區的發展。

## 形成
天皇和朝廷，分別於723年和743年，頒佈了鼓勵開墾耕地的《墾田永年私財法》。756年，為了減輕農民的生活壓力，朝廷將農民的雜徭時間減半，並免除當年的調、庸。因此，農民的生活環境得到改善，於是有更大動力從事耕作。然而，這些原為改善農民生活的新政策，最大得益者並非農民，而是貴族、大寺院和神社。這些集團掌握著政治權力以及社會財富。在開闢土地的事業上，他們佔有主要的農業生產工具，包括鎬、鐮等。政策給予這些利益集團更多機會擴大自己的地方勢力，讓他們藉機大肆圈佔荒地和山林野地，並驅使农民進行大規模的開墾。這些利益集團往往在新開闢的土地中建立住宅和倉庫，私家莊園由此而形成，不斷為莊園主提供收入。莊園主為了進一步增強實力，於是採用強買或霸佔等方式，肆意侵吞周邊的國有土地，以及原屬農民的土地。

## 興盛
开垦形成的庄园称为自垦地系庄园，由庄园主委派的庄官管理，生产者主要为庄园主自家的奴婢、負債的農民和逃亡而來的外地農民，后来变为庄民，提供实物地租和杂役，不经许可不可迁移或改行。庄园最初要向政府输租，但在9世纪末以后逐渐免除交租和摆脱政府控制，称为不输不入权。为此，部分豪族将领地献予当地贵族或是寺社，借此变为庄园主，奉宗主为领家；领家再将庄园献给中央的权势贵族，奉之为本家。此类庄园称为寄進地系庄園。由于进献盛行，日本至12世纪末已是庄园遍布，庄园主几乎成为封建主，而内部由于层层进献又形成封建等级制度。
在平安時代後期，日本田地分為由封建主層層控制的庄园與仍受朝廷管理的公領，因此土地制度稱為莊園公領制。莊園和公領實際上由莊園主或國衙任命的有力農民--田堵經營，由於班田制破壞，直接向人民收取租庸調的稅收制度無法實施，因此在公領土地，國衙將公領編為名田，向田堵收取年貢，稱為負名，之後莊園也仿效該做法收取田租。

## 瓦解
武家政权时代，日本商品经济得到发展，庄园自给自足的经济模式受到冲击，趋于瓦解；武家政权先后下达多条政令遏制庄园主权力。1582年，丰臣秀吉為征服日本各地而推行太阁检地，整理以前複雜的土地擁有權，更新土地制度。日本莊園制度被完全消除。